# Ponapea hosinoi
Ponapea hosinoi är en enhjärtbladig växtart som beskrevs av Ryozo Kanehira. Ponapea hosinoi ingår i släktet Ponapea och familjen Arecaceae. Inga underarter finns listade i Catalogue of Life.